# Den bågspännande Herakles
Den bågspännande Herakles är en skulptur från 1909 av den franska konstnären Antoine Bourdelle. Den finns i flera kopior och två varianter. Den ursprungliga versionen finns idag på Prins Eugens Waldemarsudde.